# 五邑工商總會馮平山夫人李穎璋學校
五邑工商總會馮平山夫人李穎璋學校（英語：Five Districts Business Welfare Association Mrs. Fung Ping Shan Primary School，下稱「李穎璋學校」）是香港一所已停辦的津貼小學，位於馬鞍山鞍誠街2號，鄰近新港城中心及耀安邨。

## 歷史
李穎璋學校前身為「五邑工商總會鄧樹椿學校」，於1965年創校，位於慈雲山邨與第15座（後來劃入慈樂邨，名為樂仁樓）相連的「火柴盒」小學校舍，並分為上、下午校。同年8月12日，港督戴麟趾在主持慈雲山邨開幕禮的同時，亦有參觀當時尚未開課的鄧樹椿學校校舍。至同年9月1日，學校正式開課。
由於相連的大廈牽涉偷工減料，需要在加裝鋼架後不久的1991-92年按整體重建計劃清拆。因此，鄧樹椿學校於1987年起停止收生，並於1989年停辦下午校。
與此同時，由於辦學機構在1989年8月獲分配馬鞍山平禧小學校舍，鄧樹椿學校上午校得以避過第一次殺校，於1991年以「留師不留生」方式遷往馬鞍山，而下午校亦於同年復辦。及後，由於獲馮平山家族捐出遷校費用，此校更名為李穎璋學校，另重置校舍的禮堂亦冠名為「馮秉芬爵士堂」。由於重置校舍尚未落成，此校曾借用同區吳氏宗親總會泰伯紀念學校校舍上課，直至該校舍於1992年完工為止。
但是，此校自慈雲山時代已長年積弱，加上遷出徙置區後生源大減，導致收生不足，即使於2000-2005年間將上、下午校合併仍無改善，於2006年被教育統籌局下令第二次殺校。由於最後仍未能通過當局的特別視學，此校於2009年最後一屆學生畢業後，正式結束其44年的歷史。
後來，此校被荒廢一段時間，於2016年被改建為其中一所港專學院。

## 校舍

### 慈雲山校舍
此校前身的「鄧樹椿學校」為一座早期按徙置事務處標準興建的「火柴盒」小學，不計地下共設5層，並與慈樂邨第15座東側梯間呈90度相連。按照原徙置事務處官方說法，原校校舍連同鄰近的聖文德學校校舍，是香港首批與第四型徙置大廈相連的標準校舍，但實際上位於東匯邨的獻主會溥仁小學才是第一座。
該校舍於1990/91學年後隨原校遷入馬鞍山而停用，並連同慈樂邨4-16座，於1992年第三季起納入重建範圍；但是，校舍一直要到1993年初才正式清拆。原址於1997年完成重建，現為同名屋邨的休憩公園。

### 馬鞍山校舍
停辦前的李穎璋學校為一所第一代小學靈活式校舍，樓高7層，共設30間課室，另設有各種特別室。此校舍於2000年獲准加建新翼，並於2006年完工。
在停辦後，校舍被改劃作專上院校用途，其後於2013年批予香港專業進修學院，成為旗下港專學院的校舍。

## 歷任行政人員

### 校監
- 鄧樹椿 先生（本身為此校原贊助人；已歿）
- 鄧漢秋 先生（？-2009年，末任校監，為原贊助人鄧樹椿兒子）

### 校長

#### 五邑工商總會鄧樹椿學校
- 黃河清先生（約1970年代-1991年，上午校校長，遷校後繼續出任校長）[2][13]
- 司徒珍女士（約1970年代-1989年，下午校校長，後調至同系司徒浩學校）[14]

#### 五邑工商總會馮平山夫人李穎璋學校
- 黃河清先生（1991年-1996年，上午校校長）[13]
- 黎麗美女士（1996年-2000年，末任上午校校長 / 2000年-2005年，首任全日制校長）[15]
- 梁敏蓮女士（？-2005年，末任下午校校長）[13]
- 鄧耀南先生（2005年-2009年，末任全日制校長，原嶺南大學香港同學會小學校長）[16]

## 著名校友
- 邱士縉：香港男子組合MIRROR成員

## 爭議事件
2006年8月，時任校長鄧耀南被指在聘請教師時「用人唯親」，先後聘用了四名親信。到翌年事件揭發時，他才就此事作出解說，但否認上述指控。